# Estación Gobernador Ortiz de Rozas
Estación Gobernador Ortiz de Rozas, también conocida como Km 202, fue una estación ferroviaria perteneciente al Ferrocarril Provincial de Buenos Aires, del ramal La Plata – Nueve de Julio ubicada en la ciudad de Saladillo, partido de Saladillo, provincia de Buenos Aires, Argentina. Se encuentra a 4 km al este del centro de la ciudad de Saladillo.

## Historia
El Ferrocarril Provincial de Buenos Aires inició sus operaciones en 1907. La estación Km 202 se encuentra indicada en el manual de estaciones de empresas asociadas de 1930, en la que se encontraba activa en ese año y emplazada en el ramal La Plata - Nueve de Julio. Fue la segunda llegada a Saladillo de un ferrocarril provincial, que encontró al pueblo muy crecido, y debió hacerse por alto nivel. La estación se estableció al terminar la pendiente, pero la parada Ortiz de Rozas se ubicó en el centro, sobre el terraplén. En el manual de estaciones de EFEA del año 1958 ya no figuraba.

## Servicios
La estación era intermedia del otrora Ferrocarril Provincial de Buenos Aires para los servicios interurbanos y también de carga desde La Plata hacia Mira Pampa y Pehuajó. No opera servicios desde 1961.